# 1 Kompania Artylerii Pieszej
1 Kompania Artylerii Pieszej (1 kap) – pododdział artylerii pieszej Wojska Polskiego II RP.
Na podstawie rozkazu wykonawczego L. dz. 470/Art. Org. Mob. Tjn. o nowej organizacji artylerii na stopie pokojowej z 15 maja 1924 roku przy 1 pułku artylerii ciężkiej w Modlinie została sformowana Kompania Artylerii Pieszej Nr 1 w składzie dwóch baterii po cztery rosyjskie armaty wz. 02. Kompania była jednostką wyszkoleniową. Pod względem administracyjnym i mobilizacyjnym kompania była pododdziałem 1 pac na prawach dywizjonu detaszowanego. W lipcu 1924 roku na stanowisko komendanta Komp. Art. Pieszej Nr 1 przydzielony został mjr art. Bolesław Jacyna z 10 pap w Łodzi. W następnym miesiącu do kompanii przydzielonych zostało trzech poruczników z 1 pan w Warszawie (Jerzy V Dąbrowski, Józef Edmund Dembiński i Józef II Porzycki). Na rozkazu wykonawczego L. dz. 2200 Og. Org. o organizacji artylerii na stopie pokojowej na rok 1926/27 z 27 listopada 1925 kompania została zlikwidowana. 
Kompania składała się z drużyny dowódcy i dwóch baterii. Drużyna dowódcy kompanii liczyła 4 oficerów i 51 szeregowych oraz 7 koni wierzchowych i 16 koni artyleryjskich. W drużynie dowódcy znajdował się jego poczet oraz sekcja łączności, oddział zaprzęgowy i funkcyjni. Każda z baterii liczyła 2 oficerów i 27 szeregowych oraz 3 konie wierzchowe.
Na przełomie 1924 i 1925 służbę w 1 kap pełniło służbę ośmiu oficerów artylerii, będących oficerami nadetatowymi 1 pac:
- mjr art. Bolesław Jacyna,
- kpt. art. Bronisław Zbigniew Szwedowski (od XI 1924[6]),
- por. art. Jerzy V Dąbrowski,
- por. art. Józef Edmund Dembiński,
- por. art. Władysław II Orłowski,
- por. art. Józef II Porzycki,
- por. art. Konstanty Edmund Sokołowski,
- por. art. Kazimierz Wójcikowski[7].

Likwidacja kompanii nie oznaczała zmian w zadaniach mobilizacyjnych nałożonych na 1 pac. Zgodnie z obowiązującym wówczas planem mobilizacyjnym „S” pułk był odpowiedzialny za przygotowanie i przeprowadzenie mobilizacji 11 kompanii artylerii pieszej. Kompania miała osiągnąć gotowość 5 dnia mobilizacji. W jej skład wchodziły trzy baterie, a w każdej z nich cztery rosyjskie 3-calowe armaty dywizyjne wz. 1902. Na początku lat 30. XX wieku kompania została skreślona z tabeli mobilizacyjnej 1 pac.